# إميلي براون
إميلي براون (بالإنجليزية: Emilie Brown)‏ هي ممثلة أمريكية، ولدت في 26 يناير 1971 في إنسينو ‏ في الولايات المتحدة.

## وصلات خارجية
- الموقع الرسمي
- إميلي براون على موقع IMDb (الإنجليزية)
- إميلي براون على موقع كينوبويسك (الروسية)
- إميلي براون على موقع ANN person (الإنجليزية)